# Tetiana Ławrenczuk
Tetiana Wiktoriwna Ławrenczuk (ukr. Тетяна Вікторівна Лавренчук; ur. 3 marca 1993) – ukraińska zapaśniczka startująca w stylu wolnym. Piąta na mistrzostwach świata w 2013 roku. 
Trzecia na mistrzostwach Europy w 2013. Wicemistrzyni igrzysk europejskich w 2015. Szósta w Pucharze Świata w 2015 i ósma w 2014. Druga na Światowych Igrzyskach Sportów Walki w 2013. Brązowa medalistka MŚ juniorów w 2011 i 2012 roku.